# Мелочь
Мелочь — рассказ Ефима Давыдовича Зозули. Написан в 1922 году.

## Описание сюжета
В город вошел полк, около 500 ч-к. Заняли бани, немного мародёрствовали, издеваются над старым евреем. Непонятно, чьи это войска — «Не разберешь, кто они. Не то наши, не то банда.». Председатель местного уездного исполкома товарищ Бриллиант запросил помощь, но становится ясно, что она прибудет нескоро. Товарищ Ежекевич, председатель местной Чека, хочет собрать коммунистов, из которых мужчин — человек 50.
Коммунисты приходят на собрание, выступает Бриллиант, говорит: «Надо решительно сказать темным наймитам буржуазии: руки прочь!». Решают ликвидировать отряд. Вечером коммунисты расставляют посты и патрули, устанавливают пулемет возле вокзала. Бриллиант предлагает завтра днем пригласить весь отряд в театр, на концерт или спектакль, и принять меры к окружению театра и разоружению полка, чего бы это ни стоило, если мирно договориться не удастся. Но к трем часам полк в полном составе, в полном вооружении и с лошадьми, едет в театр.
Выступает агитатор Беляков. Он понимает, что его могут убить. Из-за кулис вышли Бриллиант и Степанов. Бриллиант от имени совета рабочих и крестьянских депутатов приветствует полк и предлагает сегодня до трех часов ночи сдать оружие с целью реорганизации полка и переформирования его в образцовую красноармейскую часть. Свет гаснет, наступает небольшая неразбериха, но свет быстро включают и Степанов успокаивает всех. Начинается представление, ради которого и собрался полк. Опасность миновала.
Когда через неделю вернулся из Москвы председатель губисполкома и спросил по телефону у Бриллианта, что произошло, Бриллиант ответил: мелочь.

## Отзывы и анализ
Александр Иосифович Дейч в статье «Ефим Зозуля» описывает основу рассказа: в условиях ломки старого быта, привычных норм жизни возникали новые отношения между людьми, обыкновенные люди в исключительные моменты жизни совершают необыкновенные по силе духа поступки. Главные персонажи рассказа проявляют большую выдержку, силу воли и, по существу, совершают подвиг во имя революции. Им всё это кажется «мелочью», будничным делом.